# Suifenhe
Koordinaten: 44° 24′ N, 131° 9′ O
Suifenhe (绥芬河市,  Suífēnhé Shì) ist eine kreisfreie Stadt, die zum Verwaltungsgebiet der bezirksfreien Stadt Mudanjiang im Südosten der chinesischen Provinz Heilongjiang gehört. Sie liegt an der russischen Grenze, etwa 150 km nordnordwestlich von Wladiwostok und ist ein wichtiger Grenzübergang. Suifenhe hat eine Fläche von 422 km² und rund 114.564 Einwohner (Stand: Zensus 2020).

## Administrative Gliederung
Auf Gemeindeebene setzt sich Suifenhe aus zwei Großgemeinden zusammen. Diese sind:
- Suifenhe (绥芬河镇), Hauptort, Sitz der Stadtregierung;
- Funing (阜宁镇).

## Sonstiges
Der gleichnamige Fluss Suifen He (绥芬河) fließt durch das Stadtgebiet. Es gibt eine Bahnverbindung in die russische Stadt Ussurijsk (russisch Уссурийск; früher Nikolskoje, Woroschilow) im Süden der russischen Region Primorje.